# Усинск
Уси́нск (коми Ускар) — город в Республике Коми Российской Федерации. Образует муниципальный округ «Усинск».

## Этимология
Возник в 1966 году как посёлок на реке Уса, с 1984 года — город Усинск. Название по гидрониму Уса (правый приток Печоры). Гидроним из языка коми не объясняется. По-видимому, он имеет древнее финно-угорское происхождение и в формах «Уса», «Укса» неоднократно встречается в гидронимии Севера европейской части России; предположительно, означает «приток».

## География
Город расположен на северо-востоке Республики Коми в Предуралье, в бассейне средней Печоры и её правого притока реки Уса (около 4 км): расположен на правом берегу р. Уса, близ её впадения в Печору, в 3 км от ж.д. станции, в 757 км к северо-востоку от Сыктывкара, в 90 км к югу от Северного полярного круга. Территория МО ГО «Усинск» 3056420 га, что составляет 7,3 % от площади Республики Коми.
Часовой пояс
Усинск, как и вся Республика Коми, живёт по московскому времени, то есть смещение относительно GMT составляет +3:00 (MSK).
Климат
Несмотря на то, что на климатической карте России климат обозначен как умеренно-континентальный, по своим параметрам он ближе к субарктическому. Зимой минимальная температура достигает −45 °C и ниже, летом же максимальная температура иногда достигает +35 °C. Минимальная температура воздуха в районе зафиксирована в Усть-Усе зимой 28 января 1973 года и составила −53 °C. Основная особенность климата здесь — частые перепады и сильные скачки температур в течение одного дня как летом, так и зимой. В течение нескольких часов температура может измениться на 20 и более °C. Снежный покров сохраняется около 220 дней в году: с середины октября до середины мая. С сентября до середины октября идут затяжные моросящие дожди. Наиболее тёплое время года — с середины июля до середины августа.
| Показатель                    | Янв.  | Фев.  | Март  | Апр.  | Май  | Июнь | Июль | Авг. | Сен. | Окт. | Нояб. | Дек.  | Год  |
| ----------------------------- | ----- | ----- | ----- | ----- | ---- | ---- | ---- | ---- | ---- | ---- | ----- | ----- | ---- |
| Средний суточный максимум, °C | −15,2 | −13,9 | −6,5  | 0,0   | 6,3  | 15,4 | 20,6 | 16,4 | 9,4  | 0,3  | −7,4  | −12   | 1,1  |
| Средняя температура, °C       | −19,7 | −18,4 | −11,9 | −5,3  | 1,8  | 10,0 | 14,9 | 11,6 | 6,0  | −2,4 | −10,9 | −16   | −3,4 |
| Средний суточный минимум, °C  | −24,1 | −22,8 | −17,2 | −10,6 | −2,7 | 4,6  | 9,3  | 6,8  | 2,6  | −5   | −14,3 | −19,9 | −7,7 |
| Норма осадков, мм             | 33    | 26    | 25    | 28    | 36   | 47   | 59   | 67   | 62   | 51   | 44    | 39    | 517  |
| Источник:                     |       |       |       |       |      |      |      |      |      |      |       |       |      |

Город Усинск и городской округ относятся к районам Крайнего Севера (село Усть-Лыжа Усинского городского округа приравнено к районам Крайнего Севера).
Памятники природы
- Скала «Кольцо», геологический памятник, расположен на правом берегу реки Шаръю, в 50 км от его устья. Стоящие «на головах» пласты доломитов и доломитизированных известняков силурийского возраста. В одном из пластов образовано отверстие («кольцо») размером 2,5 × 5 метров. Признан геологическим памятником в соответствии с Постановлением СМ Коми АССР 29 марта 1984 года в качестве примера проявления морозного выветривания.
- Скальные выходы «Средние Ворота реки Шаръю», геологический памятник, расположен в 3,5 км выше «Кольца». Каньонообразный участок реки протяжённостью 0,5 км. Высота скал до 70 метров. Признан Постановлением СМ Коми АССР 29 марта 1984 года для сохранения лучшего разреза карбона гряды Чернышёва. Охранный режим заказной.
- «Шаръюский памятник природы», расположен в 50 км от устья реки Шаръю. Непрерывные скальные выходы по обоим берегам реки на протяжении 1 км, сложенные круто наклонёнными пластами коралловых, брахиоподных, гониатитных известняков, аргиллитов, горючих сланцев, доломитов. Признан Постановлением СМ Коми АССР 29 марта 1984 года для сохранения одного из наиболее полных разрезов верхнего силура, лохковского, франского, фаменского ярусов; местонахождения ископаемой фауны.

Природные заповедники
- Усинский комплексный заказник, расположен в междуречье Печоры, Усы, Большой Сыни, Вяткина. Создан Постановлением СМ Коми АССР 29 марта 1984 (до этого, с 1978 года — Усинский болотный памятник природы) для сохранения уникального комплекса водно-болотных угодий международного значения.
- Болото Небесанюр, болотный заказник, расположен на левобережье реки Колвы. Представляет переходную стадию от аапа к бугристым болотам. Растительность кустарниково-разнотраво-сфагновая. Средняя глубина — 2 метра, максимальная — 4 метра. Площадь — 1 700 га.
- Усинский ихтиологический заповедник, расположен на участке реки Усы между мысом «Пиктор» и устьем реки Понъю. Включает русло реки Усы и лесоохранные зоны по обоим берегам. Площадь 7,8 тыс. га. Ширина реки Усы в пределах заказника 400—600 м, средняя глубина — 2,5 м, максимальная — 7 метров. Создан заказник Постановлением СМ Коми АССР 29 марта 1984 года для охраны нерестилищ и условий воспроизводства сиговых.

Природные ресурсы
Своим рождением город обязан нефти и попутному газу, главному капиталу здешних недр, основе экономического развития территории. В настоящее время в Усинске добывается около 60 % нефти и 3 % газа от общего объёма добычи этих видов сырья в Республике Коми.
МО ГО «Усинск» расположен в сложных природно-климатических условиях. Однако по своему географическому положению, созданному экономическому потенциалу, запасам разведанных природных ресурсов и вместе с Тимано-Печорским территориально-производственным комплексом — крупной топливно-энергетической базы европейской части страны, является важной частью народнохозяйственного комплекса России. Сегодня Усинск один из ведущих индустриальных городов Республики Коми.

## История
Посёлок Усинск был основан в 1966 году. В марте 1970 года начато строительство города Усинска, первоначально это были простые деревянные дома из бруса, 24 декабря 1974 года была построена первая средняя школа, а уже 1 мая 1975 года был сдан в эксплуатацию первый 5-этажный панельный дом. После этого стройка пошла ударными темпами, город рос на глазах. Молодёжь со всего Союза возводила на болотах город-мечту.
В 1984 году Усинск получил статус города. С распадом СССР темпы строительства в городе упали.
В 1994 году в Усинском районе на трубопроводе «Возей — Головные сооружения» с Харьягинского месторождения произошёл крупный разлив нефти — было залито сотни гектаров земли. Вылилось около 200 тысяч тонн нефти. Нефть и нефтепродукты попали в реки Колва, Уса, Печора.
В октябре 2020 года произошёл очередной крупный разлив нефти из недействующего нефтепровода Харьягинского месторождения в Ненецком автономном округе, принадлежащего компании «ЛУКОЙЛ-Коми», в реку Колву в районе Усинска. 11 мая 2021 года глава Усинска второй раз за последние семь месяцев ввёл в муниципалитете режим чрезвычайной ситуации: из-за разгерметизации в Ненецком автономном округе напорного нефтепровода от магистральной насосной станции Ошского месторождения до ДНС-5 Харьягинского месторождения из нефтесборного коллектора одной из скважин Ошского месторождения, принадлежащего компании «ЛУКОЙЛ-Коми», в почву и реку Колва вылилось порядка 90 тонн нефтепродуктов. Радужную плёнку заметили на поверхности реки Колвы в районе четвёртого моста. Площадь загрязнения нефтепродуктами достигла почти 13 тыс. м². 13 мая нефтяное пятно дошло до села Колва.

## Население
| 1970    | 1979    | 1989    | 1998    | 2000    | 2001    | 2002    | 2006    | 2007    |
| ------- | ------- | ------- | ------- | ------- | ------- | ------- | ------- | ------- |
| 700     | ↗19 513 | ↗47 219 | ↗49 600 | ↘47 700 | ↗47 800 | ↘45 358 | ↘44 800 | ↘44 400 |
| 2008    | 2009    | 2010    | 2012    | 2013    | 2014    | 2015    | 2016    | 2017    |
| ↘44 100 | ↘43 596 | ↘40 827 | ↘40 518 | ↘40 021 | ↘39 831 | ↘39 431 | ↘39 025 | ↘38 800 |
| 2018    | 2019    | 2020    | 2021    | 2024    |         |         |         |         |
| ↘38 376 | ↘38 038 | ↘37 155 | ↘32 182 | ↘31 200 |         |         |         |         |

На 1 января 2024 года по численности населения город находился на 482-м месте из 1119 городов Российской Федерации.
Национальный состав (данные переписи населения 2010 года): русские - 59,6%, коми - 14,8%, украинцы - 7,6%, татары - 7,2%.

## Экономика
Водозаборы города Усинска расположены на реке Усе выше по течению от впадения Колвы.
Промышленность
Промышленность Усинского района это более 70 % всей промышленности Республики Коми. Около 27 тысяч человек трудится на 792 предприятиях и организациях различных форм собственности. Основной отраслью города является добыча нефти и газа.
В данное время на территории Усинского района ведут разработку нефтяных месторождений две крупные нефтяные компании: «Лукойл» и «Роснефть». Кроме того, на территории района осуществляют свою деятельность: Совместная Компания «Русвьетпетро», ООО «Енисей», ОАО «Комнедра», ООО «РН-Транспорт» ООО НГК «Горный», ООО «Нобель Ойл» (КО) и другие компании. Транспортировкой нефти занимается компания «Транснефть-Север» (филиал ПАО «Транснефть»). Также работают компании, предоставляющие услуги при бурении скважин и добыче нефти: Nabors Drilling, Weatherford, Smith Siberian Services, Schlumberger, Halliburton, Группа ERIELL и Baker Hughes.
В 60 км от города (не доезжая 20 км до Полярного Круга), на территории Усинского района, с августа 2011 года работает самый северный в мире нефтеперерабатывающий завод компании «Енисей» мощностью 1,3 млн т в год.

## Связь
Телефонная связь
- ПАО «Ростелеком»

Интернет
- ООО «Усинск-Сеть»
- ООО «Дата»
- ПАО «Ростелеком»
- ОАО «ТТК»

Операторы сотовой связи
- «МТС»
- «Билайн»
- «Мегафон»
- «Теле2»
- «Yota»

## Транспорт
Железнодорожный транспорт

Конечная железнодорожная станция на линии «Сыня—Усинск» Северной железной дороги (это линия, которую предполагалось продлить до Нарьян-Мара к месторождениям нефти).
Воздушный транспорт

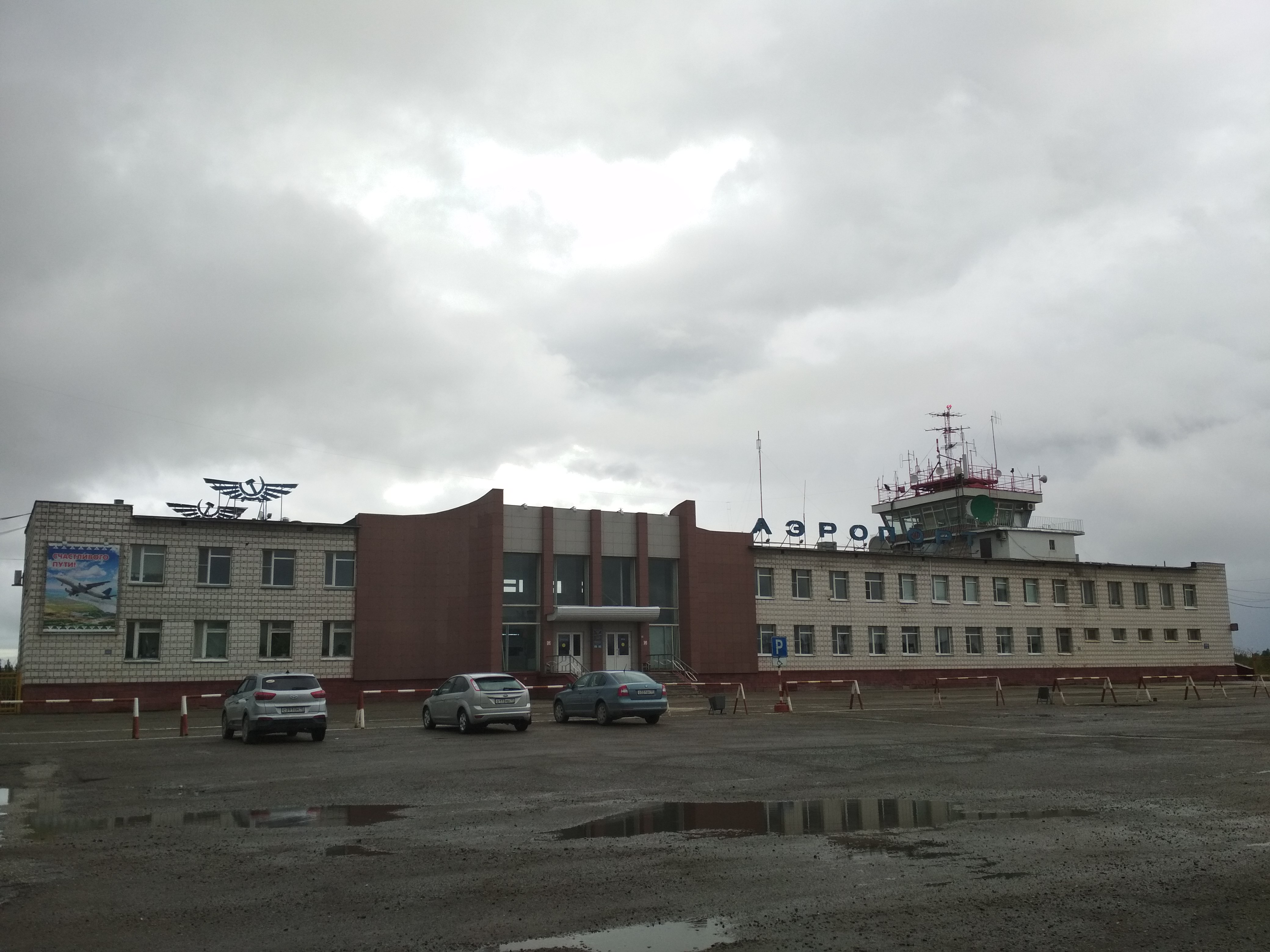
Аэропорт

Город имеет свой аэропорт с ВПП длиной 2,5 км. Взлётно-посадочная полоса покрыта искусственным покрытием (ИВПП). Аэропорт способен принимать грузовые самолёты Ан-12, Ан-26, Ил-76. И другие типы воздушных судов: Ан-24,Ил-114, Ту-134, Ту-154, Як-40, Як-42, ATR-42, CRJ-100, МИГ-31, Embraer EMB 120 Brasilia, SAAB-2000, Boeing 737, а также вертолёты всех типов. Базирующиеся авиакомпании: «Комиавиатранс».
В 2012 году началось проектирование реконструкции аэропорта в Усинске, за 2013—2014 годы аэропорт планировалось реконструировать. Всего на эти цели запланирован объём финансирования в сумме 1 млрд 329 млн рублей. Из федерального бюджета запланировано на реконструкцию аэропорта 829 миллионов, из республиканского — 125,4 миллиона, из внебюджетных источников — 374,6 миллионов рублей. Однако реконструкция аэропорта по состоянию на 2021 год так и не начата.
По состоянию на декабрь 2024 года выполняются рейсы:
- Усинск — Денисовка — Мутный Материк — Усинск (по понедельникам)
- Усинск — Захарвань — Щельябож — Усть-Лыжа — Усинск (по понедельникам)
- Усинск — Мутный Материк — Денисовка — Усинск (по четвергам)
- Усинск — Усть-Лыжа — Щельябож — Захарвань — Усинск (по четвергам).

Автомобильный транспорт

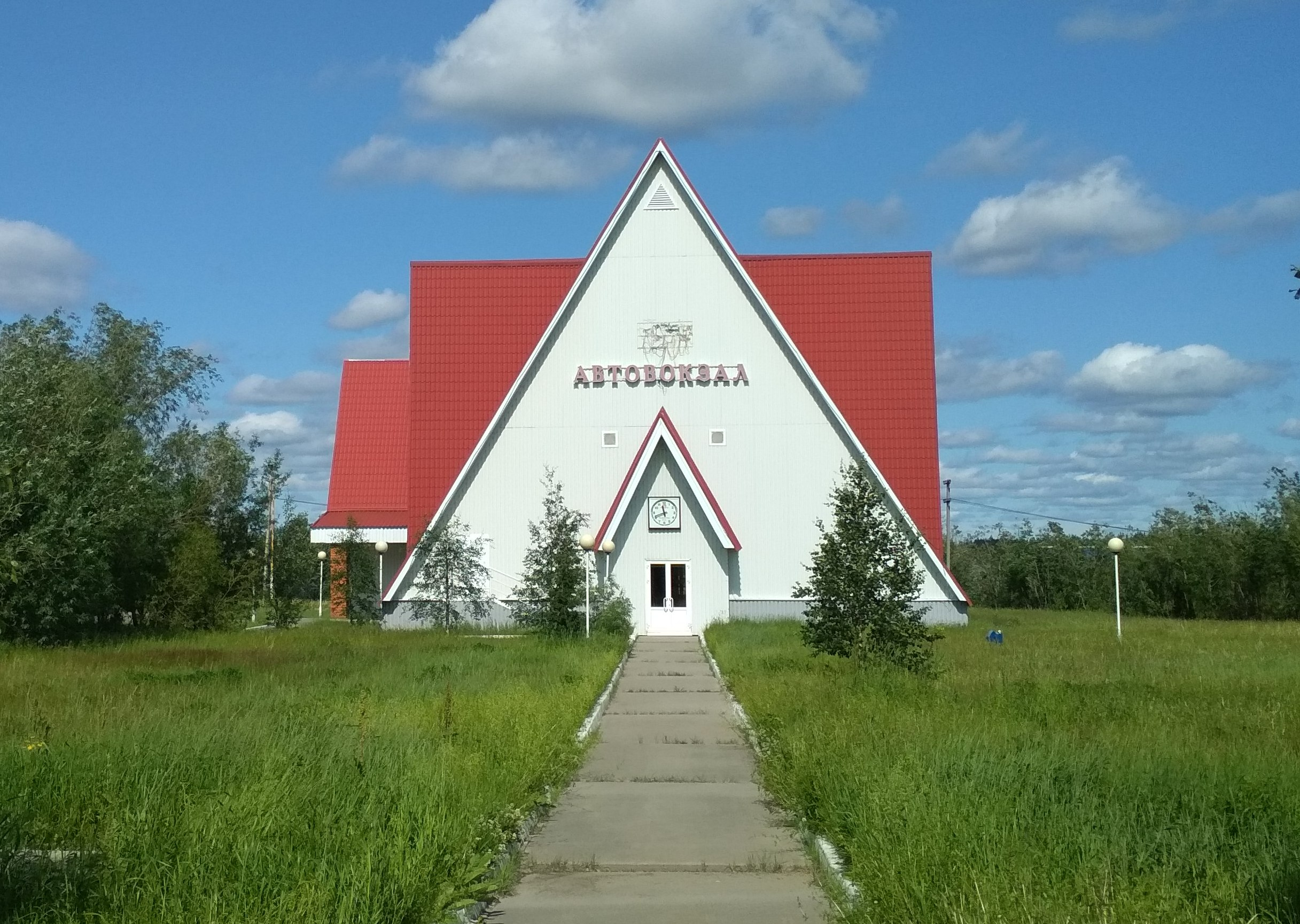
Автовокзал

Автодороги, соединяющей Усинск с центром России, нет. Имеется автозимник Усинск-Усть-Лыжа. Автодорога в перерывами строится уже не один десяток лет и по состоянию на 2020 год осталось в недостроенном состоянии около 65 км (от с. Усть-Лыжа до с. Усть-Уса — ближайшего населённого пункта, соединённого асфальтированной автодорогой), в том числе недостроенный мост через реку Лыжа. Существует мнение, что строительство автодороги «Усинск—Печора» искусственно замедлено, так как при вводе в эксплуатацию данной автодороги на данном направлении потеряют основной доход такие крупные монополисты, как Российские железные дороги, АО «Комиавиатранс» и ПАО "Авиакомпания «ЮТэйр», а также коммерческие предприятия водного транспорта (паромные сообщения). Сёла Усть-Уса, Колва и деревня Новикбож, а также объекты нефтедобычи связаны с Усинском автомобильными дорогами.
Посредством зимника, функционирующего, как правило, с января по середину апреля, имеется прямое сообщение с городами Республики Коми, а также Ненецким автономным округом.
Речной транспорт
В навигационный период осуществляется судоходство (есть пассажирская линия по рекам Уса и Печора) по маршрутам Парма — Щельябож — Захарвань — Парма (по вторникам и воскресеньям), Парма — Усть-Лыжа — Парма (по понедельникам и четвергам), Парма — Мутный Материк — Парма (по понедельникам, средам, пятницам).
Городской транспорт
В Усинске действует три городских автобусных маршрута №№ 1 ТЦ Норд Хаус — Железнодорожный вокзал, 3 Городское кольцо, 5 Малое городское кольцо. Пригородное сообщение представлено маршрутами №№ 101 Усинск — Парма, 102 Усинск — Аэропорт, 104 Усинск — Усадор, 105 Усинск — Колва, 105а Усинск — Городское кладбище / Колвинское кладбище, 106 Усинск — Дачи, 507 Усинск — Усть-Уса, 508 Усинск — Усть-Лыжа, 509 Усинск — Щельябож, 510 Усинск — Мутный Материк. Маршруты обслуживаются автобусами среднего класса марки ПАЗ. Перевозчик — МУП "Муниципальные перевозки". Стоимость проезда (по состоянию на 2024 год) составляет 28 рублей по городу, 3,75 рубля за километр в пригороде.

## Архитектура и достопримечательности
| Фото | Достопримечательность |
|      | Памятник Алле Михайловне Босовой, почётной гражданке г. Усинска, установлен на площади её имени. |
|      | Памятник «Защитникам Отечества» на перекрёстке улиц Приполярная и Нефтяников. |
|      | Памятник Герою Советского Союза Генералу Армии Василию Филипповичу Маргелову. Установлен по инициативе МОО СВДВ «Союз десантников Усинска» и открыт 19 сентября 2020 года. |
|      | Памятник Нефтянику возле кинотеатра «Томлун». |
|      | Скульптура «Комар-нефтяник» — это мемориал, который посвящён специалистам в области геологии и нефтедобычи, которые прокладывали свой путь через густые лесные массивы и открывали для страны столь ценный ресурс — нефть. Этот монумент был установлен перед зданием филиала Ухтинского государственного технического университета студентами этого учебного заведения 12 октября 2012 года, в честь 14-летия Усинского филиала |
|      | Памятник строителям, расположенный рядом с домом быта. |
|      | Самолёт Як-40 RA-87234 установлен в детском парке аттракционов «Добролэнд» (ранее «Радуга»), переименованном после того, как он был выкуплен сетью пиццерий «Додо Пицца». |
|      | Вертолёт Ми-6 RA-21080 установлен в детском парке аттракционов «Добролэнд» (ранее «Радуга»), переименованном после того, как он был выкуплен сетью пиццерий «Додо Пицца». |
|      | Милицейский мотоцикл, установленный у здания ГАИ. |
|      | Памятник геологу С. Дюсуше (первопроходец промышленного освоения Севера) перед Дворцом Культуры. |
|      | Рябиновый сквер на улице Комсомольская |
|      | Памятник Книге возле Усинского политехнического техникума |
|      | Фонтан на площади перед бассейном. Был построен в конце лета 2009 года. |
|      | Большой стадион, построен летом 2009 г. |
|      | Памятник северным ягодам (черника, морошка, брусника). |

Городская застройка и планировка
Усинск застраивался при СССР ударными темпами и с развалом СССР застройка была полностью остановлена, за редкими исключениями. Застроен в основном 5- и 9-этажными панельными и кирпичными домами, кроме района Пионерный, где в основном построены 2-этажные дома барачного типа.
В 2008 году начато строительство нового кирпичного многоэтажного дома улучшенной планировки со встроенными офисными помещениями и собственным гаражным комплексом по улице Мира. В 2010 году закончено строительство этого дома.
ООО "Димидзе" - 100% дочернее предприятие ПАО "Димидзе", возводит в городе дома для своих сотрудников. В 2019 году был сдан очередной дом.
Любопытно, что улица Возейская проходит ровно по 66° С. Ш.

## Образование и наука
В Усинске существует 5 общеобразовательных школ, одна начальная школа, одна открытая сменная школа и Центр дополнительного образования детей. Работают 11 детских садов и один детский дом. Помимо этого в городе имеется вуз — филиал Ухтинского государственного технического университета. Также в Усинске действует Политехнический техникум (бывший лицей № 36), в котором можно получить среднее профессиональное образование.

## Средства массовой информации
- Газета «Усинская новь» (издаётся с 1 сентября 1975 года)
- Корпоративная газета «Северные ведомости»
- Информационное агентство «Усинск. Онлайн»
- Интернет-сайт"Усинск-Новости"
- Усинск Любит

## Города-побратимы
- Нарьян-Мар (Россия)[39]